# Johann Georg Berlinger
Johann Georg Berlinger (* 10. Dezember 1841 in Ganterschwil; † 29. August 1900 ebenda) war ein Schweizer Textilfabrikant, Oberst und freisinniger Politiker.

## Leben

### Familie
Johann Georg Berlinger entstammte der Familie Berlinger und war der älteste Sohn des Textilfabrikanten Johann Jakob Berlinger (* 4. Juli 1813 in Ganterschwil; † 31. Januar 1891 ebenda) und von dessen Ehefrau Barbara (geb. Näf) aus Dicken.
Er war mit Maria Elise (geb. Berlinger) verheiratet.

### Werdegang
Nach dem Besuch der Kantonsschule (siehe Kantonsschule am Burggraben) in St. Gallen erhielt Johann Georg Berlinger eine kaufmännische Ausbildung, unter anderem in Lyon und zum Studium der Wollindustrie in Sachsen, und arbeitete anschliessend in der Bunt-Weberei seines Vaters; später wurde er Leiter der Firma, aus der sich das heutige Beringer-Unternehmen entwickelte.
1867 wurde er Mitglied der Enteignungs-Kommission für die Toggenburgerbahn, in deren Verwaltungsrat er sass.
Er war Mitglied der Bankkommission der 1868 gegründeten St. Galler Kantonalbank.
1861 trat er in der Schweizer Armee in den Rekrutendienst der Infanterie, war Stabsfourier beim Bataillon 68 im III. Militärbezirk und wurde 1865 zum Unterleutnant in den Generalstab gewählt; im selben Jahr erfolgte seine Ernennung als Stabsleutnant zum Adjutanten in der II. Brigade. 1866 wurde er Adjutant von Oberst Carl August Brändlin (1817–1888), Kommandant der 14. Infanteriebrigade. 1867 wurde er zum Oberleutnant im Generalstab ernannt, 1869 zum Stabshauptmann und 1873 zum Major befördert. Er wurde 1877 zum Kommandanten des 25. Infanterieregiments mit gleichzeitiger Beförderung zum Oberstleutnant ernannt. 1878 wurde er dazu Rekrutierungsoffizier im VII. Divisionskreis. 1880 wurde er, mit der gleichzeitigen Beförderung zum Oberst, als Nachfolger von Oberst Hermann Diethelm (1836–1898), Kommandant der 13. Infanteriebrigade; sein Nachfolger bei der Brigade wurde Oberst Hugo Hungerbühler (1846–1916).  Er wurde 1888, als Nachfolger des zurückgetretenen Obersts Arnold Vögeli (1826–1915), Kommandant der VII. Division. Von 1895 bis zu seinem Rücktritt aus gesundheitlichen Gründen 1898 war er, als Nachfolger des verstorbenen Joachim Feiss (1831–1895), Kommandant des II. Armeekorps (siehe Feldarmeekorps 2). Krankheitsbedingt musste er 1897 die Leitung des Instruktionskurses an Oberst August Rudolf (1834–1901) abgeben. Er bat 1898 um die Entlassung als Kommandant des II. Armeekorps und um die Entlassung aus dem Wehrdienst zum Ende des Jahres; im II. Armeekorps wurde er durch Oberst Eugen Fahrländer abgelöst.
Er war ein beliebter Milizoffizier und wegen seiner militärischen Fähigkeiten in der ganzen Schweiz bekannt.
Siehe auch: Korpskommandant

### Politisches und gesellschaftliches Wirken
Johann Georg Berlinger war in verschiedenen kommunalen Ämtern tätig. Von 1873 bis zu seinem Rücktritt 1891 war er freisinniger St. Galler Grossrat und vom 1. Dezember 1890 bis zu seinem Tod Nationalrat; dort war er eine Autorität für Armeefragen. Sein Nachfolger im Nationalrat wurde Ernst Wagner (1849–1922).
Er war ein Förderer der Toggenburger Webschule in Wattwil, aus der später die Schweizerische Textilfachschule hervorging.
1877 beteiligte er sich an einem Aufruf an die Einwohner des Kantons St. Gallen, in dem zu einer Sammlung für einen Bau eines Denkmals für den verstorbenen General Guillaume Henri Dufour aufgerufen wurde.
Er war im Verfassungsrat und wurde 1878 in die Budgetkommission des Grossen Rats gewählt.
1890 wurde er durch das Zentralkomitee des Schweizerischen Unteroffiziersvereins in das Preisgericht für schriftliche Arbeiten gewählt.
Er war 1891 gegen eine Verfassungsrevision.
1893 wurde er in die Budgetkommission des Nationalrats bestellt.

## Mitgliedschaften
Berlinger wurde 1879 in die Kommission des Offiziersvereins der VII. Division bestellt.
1891 wurde er Ehrenmitglied des Schweizerischen Unteroffiziersfestes und 1895 des Offiziersvereins der Stadt St. Gallen.